# Adelsried

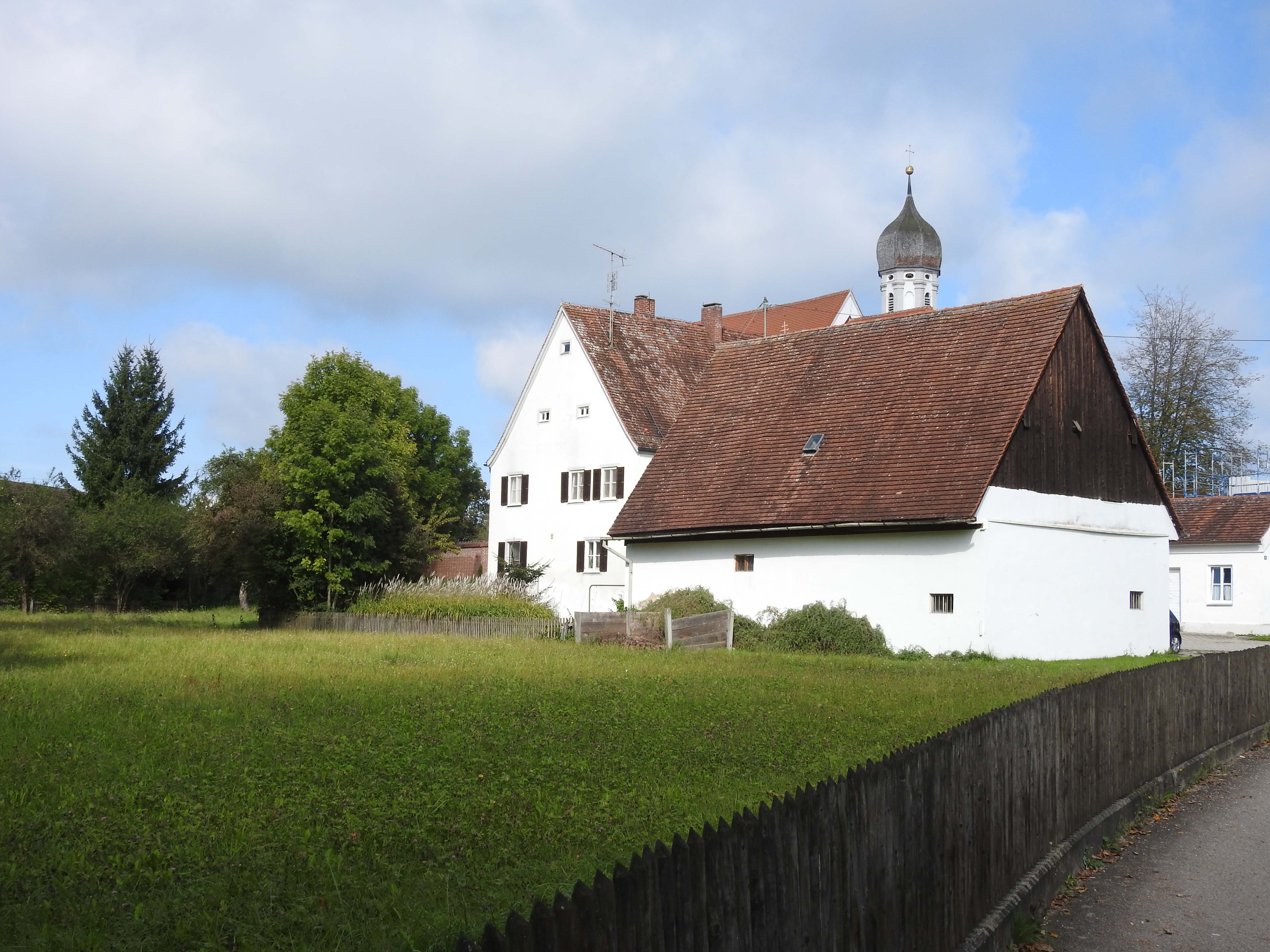
Pfarrhaus, Pfarrstadel und Pfarrkirche in Adelsried

Adelsried ist eine Gemeinde im schwäbischen Landkreis Augsburg in Bayern.

## Geografie

### Lage
Adelsried liegt am Rande des Schwäbischen Holzwinkels im Naturpark Augsburg – Westliche Wälder im Landkreis Augsburg und etwa 20 Kilometer entfernt von der kreisfreien Stadt Augsburg.
Der Schwäbische Holzwinkel umfasst die fünf Gemeinden Adelsried, Bonstetten, Heretsried, Welden sowie Emersacker und ist ein noch dicht bewaldetes Gebiet.
Der Fluss Laugna entspringt im Adelsrieder Becken.

### Gemeindegliederung
Es gibt nur die Gemarkung Adelsried. Die Gemeinde hat drei Gemeindeteile (in Klammern ist der Siedlungstyp angegeben):
- Adelsried (Pfarrdorf)
- Engelshof (Einöde)
- Kruichen (Dorf)

## Bevölkerung

### Zusammensetzung
Die Bevölkerung setzte sich im Jahr 2018 laut Kommunalstatistik 2019 wie folgt zusammen (jeweils bezogen auf 2.357 Einwohner).
Altersstruktur:
| Altersklassen | absolut | in %  |
| ------------- | ------- | ----- |
| bis 25 Jahre  | 542     | 22,99 |
| 25–50 Jahre   | 770     | 32,67 |
| 50–65 Jahre   | 593     | 25,16 |
| über 65 Jahre | 452     | 19,18 |

Geschlecht:
1.184 Einwohner (50,23 %) sind weiblich.
1.173 Einwohner (49,77 %) sind männlichen Geschlechts.

### Entwicklung
Seit 1840 kann die Bevölkerungsentwicklung der Gemeinde statistisch zuverlässig nachverfolgt werden.
Hieraus zeichnet sich folgendes Bild:
| Stichtag   | Bevölkerung insgesamt | Einwohner je km² |
| ---------- | --------------------- | ---------------- |
| 01.12.1840 | 505                   | 52               |
| 01.12.1871 | 533                   | 55               |
| 01.12.1900 | 565                   | 58               |
| 16.06.1925 | 596                   | 61               |
| 17.05.1939 | 679                   | 70               |
| 13.09.1950 | 1.017                 | 105              |
| 06.06.1961 | 1.030                 | 106              |
| 27.05.1970 | 1.326                 | 137              |
| 25.05.1987 | 1.816                 | 187              |
| 31.12.1991 | 2.094                 | 217              |
| 31.12.1995 | 2.295                 | 236              |
| 31.12.2000 | 2.274                 | 234              |
| 30.06.2005 | 2.241                 | 231              |
| 31.12.2010 | 2.232                 | 230              |
| 09.05.2011 | 2.165                 | 223              |
| 31.12.2011 | 2.198                 | 227              |
| 31.12.2012 | 2.233                 | 230              |
| 31.12.2013 | 2.270                 | 234              |
| 31.12.2014 | 2.276                 | 235              |
| 31.12.2015 | 2.306                 | 238              |
| 31.12.2016 | 2.260                 | 233              |
| 31.12.2017 | 2.306                 | 238              |
| 31.12.2018 | 2.357                 | 243              |

Einwohnerentwicklung von Adelsried von 1840 bis 2018 nach nebenstehender Tabelle

Zwischen 1988 und 2018 wuchs die Gemeinde von 1902 auf 2357 um 455 Einwohner bzw. um 23,9 %.

## Geschichte
In der Nähe der heutigen Ortschaft Adelsried befanden sich bereits in der Römischen Kaiserzeit eine Ziegelei und eine römische Siedlungsstelle.
Diesen Schluss lassen Funde im Jahre 1980 von verbrannten und deformierten römischen Ziegeln und die Nähe zu einem Tonabbaugebiet zu, das noch bis lange in die Neuzeit genutzt wurde.
Die Datierung der Funde ermöglicht es, den Beginn der Besiedlung um die erste Hälfte des 2. Jahrhunderts festzusetzen, wobei auch diese Ziegelei wie zahlreiche andere im Umland der Provinzhauptstadt Augusta Vindelicum (Augsburg) den zunehmenden Unruhen an den Grenzen des römischen Reiches und den Einfällen germanischer Völker wohl im Zuge des 4. Jahrhunderts zum Opfer fiel.
Der erste Beleg des Siedlungsnamens befindet sich in einer Kopie einer Urkunde von 919 aus dem 12. Jahrhundert, weshalb das Bestehen der Siedlung bereits zu diesem Zeitpunkt vermutet werden kann. Adelsried trug damals den Namen „Adeloldesried“, der über die Varianten „Adelhartzriet“ (1309), „Adelharterieth“ (1312) und „Adlatzried“ (1399) erstmals 1480 zu „Adelsried“ wurde.
Der sich aus dem althochdeutschen Grundwort reod (nhdt.: Rodung) entwickelte Zusatz -ried im Ortsnamen verweist darauf, dass sich die Siedlung auf einem gerodeten Urwald befand.
In der Forschung umstritten ist die Schreibung „Adelsbrehtsried“, die Joachim Jahn für möglich hielt. Daraus würde folgen, dass Adelsried, bevor es den Herren von Knöringen, einem burgauischen Dienstmannengeschlecht, unterstand, bereits dem Kloster Ursberg (nach Datierung des Ursberger Traditionsbuches in jedem Fall vor 1209) gehört hätte. Ungeklärt bliebe, wie es den Besitzer gewechselt hätte.
Gesichert ist dagegen, dass Egolf der Scharg von Knöringen 1309 dem Augustiner-Chorherrenstift Heilig-Kreuz aus Augsburg mehrere Güter und Rechte – etwa das Kirchamt, die Vogtei und Patronatsrechte sowie das Dorfgericht – der Siedlung veräußerte. Adelsried blieb so lange Zeit ein Amt des inkorporierten Klosters Heilig Kreuz/Hochstift Augsburg im Territorium der Markgrafschaft Burgau.
Die heute eingemeindeten Orte Engelhof und Kruichen gingen 1485 ebenfalls in den Besitz des Klosters Heilig Kreuz über.
Mit dem Reichsdeputationshauptschluss von 1803 wurde der Ort Teil des Königreichs Bayern. Im Zuge der Verwaltungsreformen entstand mit dem Gemeindeedikt von 1818 die heutige Gemeinde mit dem Engelhof und dem Weiler Kruichen. 1862 bis 1929 gehörte Adelsried zum Bezirksamt Zusmarshausen und ab 1929 zum Bezirksamt Augsburg (ab 1939 Landkreis Augsburg).
Mit der Gebietsreform 1972/1980 wurde Adelsried mit Bonstetten, Welden und Reutern sowie den Gemeinden Emersacker, Heretsried und Lauterbrunn aus dem ehemaligen Landkreis Wertingen zur Verwaltungsgemeinschaft Welden zusammengefasst. Die Gemeinde trat 1979 wieder aus und ist seit dem 1. Januar 1980 selbstständig.
Bei Adelsried entstand 1958 die Kirche Maria, Schutz der Reisenden als erste Autobahnkirche.

## Religion
Es wird auf die Daten vom 9. Mai 2011 (Volkszählung) Bezug genommen. Adelsried hatte damals 2165 Einwohner:
- 70 % der Bevölkerung sind römisch-katholisch.
- 10,8 % sind evangelisch-lutherischer Konfession.
- Die übrigen Einwohner verteilen sich auf andere Religionsgemeinschaften oder gehören keiner Kirche an.

## Politik

### Erster Bürgermeister
Erster Bürgermeister ist Sebastian Bernhard (CSU).

### Gemeinderat
Seit der Kommunalwahl im Jahr 2020 verteilen sich die Sitze im Gemeinderat wie folgt:
| Parteien und Wählergemeinschaften             | 2020  | 2020  | 2014  | 2014  |
| Parteien und Wählergemeinschaften             | %     | Sitze | %     | Sitze |
| --------------------------------------------- | ----- | ----- | ----- | ----- |
| Christlich Soziale Union (CSU)                | 48,7  | 7     | 41,7  | 6     |
| Freie Wähler Gemeinschaft                     | 38,5  | 5     | 34,3  | 5     |
| Bündnis 90/Die Grünen (Grüne)                 | 12,9  | 2     | –     | –     |
| Sozialdemokratische Partei Deutschlands (SPD) | –     | –     | 24,0  | 3     |
| Gesamt                                        | 100,0 | 14    | 100,0 | 14    |
| Wahlbeteiligung in %                          | 68,7  | 68,7  | 67,2  | 67,2  |

### Wappen
| | Blasonierung: „In Blau über zwei gekreuzten silbernen Rodungsbeilen an goldenen Stielen ein goldenes Tatzenkreuz.“ |
| Wappenbegründung: Die Rodungsbeile symbolisieren die Entstehung der Siedlung in freigelegtem Urwaldboden und ihr zunehmendes Wachstum im Zuge der fortschreitenden Rodungen des 11. und 12. Jahrhunderts. Das Tatzenkreuz symbolisiert die lange andauernde Herrschaft des Klosters Heilig Kreuz. | |

## Baudenkmäler
- Pfarrkirche St. Johannes der Täufer
- Pfarrhaus

## Wirtschaft und Infrastruktur

### Gemeindefinanzen
Im Jahr 2017 beliefen sich die Bruttoausgaben der Gemeinde Adelsried auf 7,52 Millionen Euro (2013: 6,10 Millionen Euro). Die Gemeindeverschuldung lag im selben Jahr bei 2,06 Millionen Euro oder 910 Euro je Einwohner (2013: 2,34 Millionen Euro).

### Wirtschaft einschließlich Land- und Forstwirtschaft
Im Jahr 2017 gab es im Ort 493 sozialversicherungspflichtig beschäftigte Arbeitnehmer (2012: 479 Personen). Hiervon entfielen auf die Land- und Forstwirtschaft 4, auf das produzierende Gewerbe 67, auf den Bereich Handel, Verkehr und Gastgewerbe 253 und auf Unternehmensdienstleister 104 Stellen. Zudem wurden 65 öffentlichen und privaten Dienstleistern zugeordnet.
Im Jahr 2016 bestanden in Adelsried 14 landwirtschaftliche Betriebe (2010: 19 Stück) mit einer landwirtschaftlich genutzten Fläche von 345 ha (2010: 391 ha), wovon 229 ha Ackerfläche und 116 ha Dauergrünfläche waren. Die Landwirte hielten 2016 184 Rinder (darunter 53 Milchkühe) und 71 Pferde (2007: 501 Rinder und 85 Pferde).

### Verkehr
Der Ort Adelsried hat eine gute Anbindung (Anschlussstelle 71a) an die Bundesautobahn 8 Stuttgart–München, die sechsspurig wird.

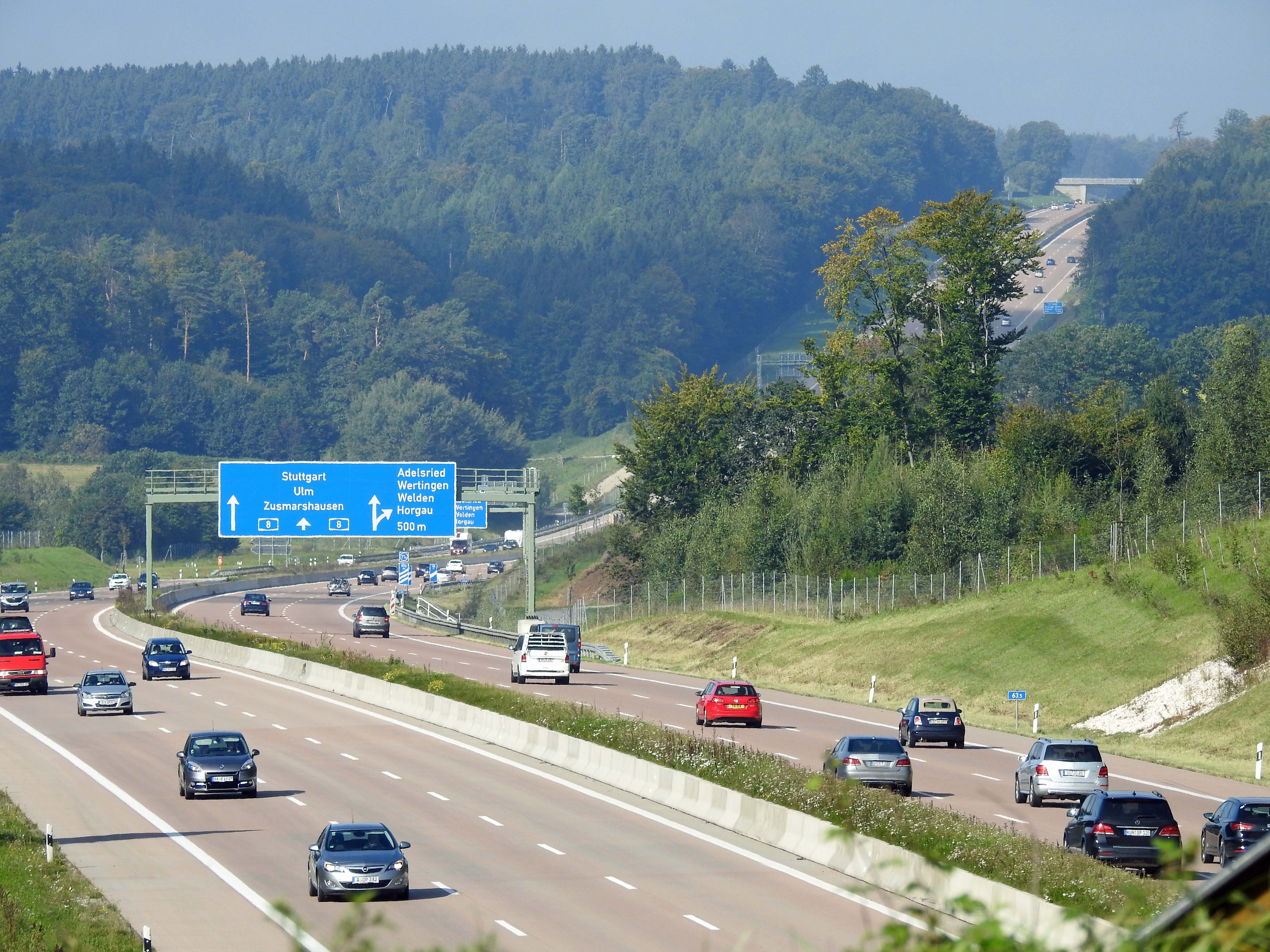
A 8 Autobahnausfahrt Adelsried von Osten

Bis zur Stilllegung der Weldenbahn (Augsburg-Welden) 1986 hatte Adelsried einen Bahnhof. Heute führt der Landrat-Dr.-Frey-Radweg entlang der ehemaligen Bahnstrecke durch den Holzwinkel.

### Bildung
In der Gemeinde gibt es einen Kindergarten, eine Kinderkrippe und eine Volksschule, die im Schulverband mit der Nachbargemeinde Bonstetten verwaltet wird.
- Kindergarten und Kinderkrippe (Stand 1. März 2013): 107 Plätze mit 93 Kindern und 14 Betreuern
- Volksschule (Stand Schuljahr 2012/13): elf Lehrkräfte und 139 Schüler in sechs Klassen inklusive Nachmittagsbetreuung